# Gundalgare, Shorapur
Gundalgare là một làng thuộc tehsil Shorapur, huyện Gulbarga, bang Karnataka, Ấn Độ.